# Carterina
Carterina es un género de foraminífero bentónico de la subfamilia Carterininae, de la familia Carterinidae, del suborden Carterinina y del orden Carterinida. Su especie-tipo es Rotalia spiculotesta. Su rango cronoestratigráfico abarca desde el Eoceno hasta la Actualidad.

## Discusión
Clasificaciones más modernas incluyen Carterina en la familia Trochamminidae, de la superfamilia Trochamminoidea, del suborden Trochamminina, y del orden Trochamminida.

## Clasificación
Carterina incluye a las siguientes especies:
- Carterina spiculotesta